# Punk in Africa
Punk in Africa es un documental africano multilingüe de 2012 sobre música punk histórica codirigido por Deon Maas y Keith Jones y coproducido por el propio director  junto a Jeffrey Brown. Está protagonizada por Ivan Kadey, Paulo Chibanga, Lee Thomson y Warwick Sony.

## Sinopsis
La película gira en torno a la historia del movimiento punk multirracial dentro de los trastornos políticos y sociales experimentados en tres países del sur de África: Sudáfrica, Mozambique y Zimbabue.

## Elenco
- Paulo Chibanga
- Michael Fleck
- Ivan Kadey
- Ruben Rose
- Warrick Sony
- Lee Thomson

## Lanzamiento
Se estrenó el 29 de enero de 2012 en los Estados Unidos. Recibió reseñas mixtas y se proyectó en distintos festivales de cine. La música fue realizada por múltiples bandas musicales en el sur de África, como: Suck, Wild Youth, Safari Suits, Power Age, National Wake, KOOS, Kalahari Surfers, The Genuines, Hog Hoggidy Hog, Fuzigish, Sibling Rivalry, 340ml (Mozambique), Panzer, The Rudimentals (Zimbabue), Evicted, Sticky Antlers, Freak, LYT, Jagwa Music, Fruits And Veggies, Swivel Foot.
En 2013, el DVD se lanzó como una versión internacional sin código regional y con subtítulos en inglés, alemán, español y portugués para la versión de audio en inglés.